# 摩洛哥—美國關係
摩洛哥－美國關係是指摩洛哥王國和美利堅合眾國之間的雙邊關係。1777年12月20日，摩洛哥（阿拉維王朝）成為世界上第一個承認美國獨立的國家，距離美國發表獨立宣言僅一年半。兩國的正式外交關係則始於1787年。目前美國在摩洛哥拉巴特設有大使館，摩洛哥則在華盛頓特區設有大使館。
現今摩洛哥依舊是阿拉伯世界中較親美的國家，在911事件發生後，摩洛哥是最早譴責恐怖襲擊並宣布聲援美國人民打擊恐怖主義的阿拉伯和伊斯蘭國家之一 。2020年12月10日，隨摩洛哥和以色列同意建立外交关系。美国承认摩洛哥对西撒哈拉地区的主權，并采用了包括南部各省的完整摩洛哥地图。